# Hostel: Part III
Hostel: Part III är den avslutande delen i Hostel-serien efter skräckfilmen Hostel: Part II. Den hade premiär den 22 december 2011.

## Handling
Fyra vänner firar svensexa i Las Vegas när de möter två vackra eskortflickor som lockar med dem till en privat fest. Snart förvandlas den festglada stämningen till deras livs värsta mardröm.

## Rollista
- Brian Hallisay - Scott
- Kip Pardue - Carter
- John Hensley - Justin
- Sarah Habel - Kendra
- Skyler Stone - Mike
- Zulay Henao - Nikki
- Thomas Kretschmann - Flemming
- Chris Coy - Travis